# Nicrophorus reichardti
Nicrophorus reichardti là một loài bọ cánh cứng trong họ Silphidae được miêu tả bởi Kieseritzky năm 1930.